# Stolnica sv. Petra, Worms
Stolnica svetega Petra v Wormsu (tudi Stolnica svetega Petra) je najmanjša od treh renskih cesarskih stolnic. Je bolj visoka in bolj vitko zasnovana kot stolnici v Speyerju in Mainzu. Zgrajena je bila v glavnem med letoma 1130-1181.

## Pomembnost wormske stolnice
Wormska stolnica, ki se nahaja na najvišji točki v mestu Worms, Nemčija, in je najpomembnejši spomenik romanske arhitekture v mestu. Je tesno povezana z imenom škofa Burcharda in se je razcvetela v zgodovini mesta v 12. in 13. stoletju.
Veliki dogodki, ki so povezani s stolnico, so bili med drugim nominacija papeža Leona IX. eta 1048. Wormški konkordat leta 1122 z Investiturnim bojem se je končal. Cesar Friderik II. se je tukaj poročil leta 1235 z Isabello Angleško, leta 1521 se je vršil cesarski volilni kolegij (Reichstag), v katerem se je Martin Luther zagovarjal pred cesarjem Karlom V., kar je imelo velik vpliv na zahodno Cerkev.
Do sekularizacije nadškofij in škofije Worms (1801-1802), je bil v stolnici svetega Petra škof Wormsa. Od leta 1802 je stolnica v Wormsu katoliška župnijska cerkev. V spomin na njen nekdanji pomen kot škofovska cerkev, jo je leta 1862 papež Pij IX. določil kot  Praepositura ecclesia in jo leta 1925 papež Pij XI. imenoval Bazilika minor (ali Papeška bazilika). Ta papeški častni naslov, vključno z vsemi pravicami do prošta in Božje hiše, poudarja pomen cerkve v okolici.
Stolnica je bila zgrajena med letoma 1130 - 1181, kjer je bila vzporedno z gradnjo porušena predromanska bazilike iz prve četrtine 11. stoletja. Glede na najnovejše raziskave, so z izgradnjo začeli že leta 1105, verjetno s svetiščem in prečno ladjo. .
Glavni sinagoga v Strasbourgu, zgrajena leta 1896-1898, delo Ludwiga Levyja in v letih 1940-1941 uničena, je v svoji zasnovi zelo podobna Wormski stolnici.

## Zgodovina
- Stolnica v primerjavi z rimskim forumom
- Stolnica v primerjavi z merovinško basiliko
- Primerjava s stolnico škofa Burcharda von Worms

Wormška stolnica stoji na najvišjem delu mesta. Ker je bil ta hrib varen pred poplavami, so se ljudje tam naseljevali že od tretjega tisočletja pred našim štetjem. Keltom je sledilo germansko pleme Vangionen. Ime, ki spominja na Wonnegau za Worms Raum. Kmalu so jim sledili Rimljani, ki so na hribu zgradili upravno središče in tempeljsko okrožje. Padec rimskega imperija sega v leto 401, ko so Worms zapustili rimski vojaki. Dvanajst let kasneje so se v Worms naselili Burgundi, ki so jih naselili Rimljani z nalogo varovanja meje imperija. Ko so poskušali, da bi vrgel se otresli rimske nadvlade, so bili poraženi v bitki leta 435. Leto kasneje je v dolino Rena pridrli Huni in pobili večino burgundskega prebivalstva.

### Prva cerkvena stavba pod  Brunichildi
Po bitki na Katalunskih poljih (tudi bitka pri Châlonsu) je združena vojska zahodnega rimskega cesarstva potisnila Hune v dolino Rena in prevzela oblast v Wormser Raum. Hkrati se je začelo širiti krščanstvo. Ko je bilo frankovsko cesarstvo Merovingov razdeljeno na tri dele, je Worms pripadel Avstraziji. Potem ko sta se poročila vladar Avstrazije in sestra Nevstrije, je izbruhnila družinska vojna, ubita sta bila oba kralja in ena od dveh sester. Preživela vdova Avstrazijskega kralja Brunhilda je leta 600 prebivala v Wormsu. Ona in njen naslednik Dagobert I. sta, glede na srednjeveške vire, imela cerkev, zgrajeno na temeljih rimskega foruma. Ta cerkev velja za predhodnico stolnice. Arheološki dokazi za to trditev ne obstajajo. Izkopavanja začeta v 20. stoletju, ki se izvajajo pod stolnico, ne kažejo večje, po dimenzijah karolinške predhodnice.

### Gradnja pod škofom Burchardom von Worms
Leta 614 je bil prvič zabeležen Berthulf kot škof v Wormsu. Popolnoma nova gradnja stolnice v današnji velikosti se je začela pod škofom Burchardom v začetku 11. stoletja. Burchard je postal leta 1000 škof Wormsa in je takoj začel cerkveno reorganizacijo mesta. Uspelo mu je da se je družina Salian odrekla gradu, v mestu je bil zgrajen samostan sv. Pavla 1002/1003. Njegova glavna cerkev je bila določena za začetek gradnje stolnice, verjetno so še danes obrisi tlorisa iz 11. stoletja: baziliko v obliki križa, z dvema polkrožnima koroma, je bila zgrajena v smeri vzhod-zahod. Že v letu 1018 je bila stolnica posvečena v prisotnosti cesarja, vendar se je zahodni del stavbe dve leti kasneje podrl in ga je bilo treba zamenjati. Cerkev je imela raven lesen strop. Iz Burchardove biografije iz obdobja 1030/1040 je bila Wormška stolnica  bogato okrašena. Tako naj bi imeli stebri pozlačene kapitele. Namesto Burchardove stolnice, je bila po vsej verjetnosti stebrna bazilika, saj ni nikjer ostankov stebrov. 
V letu 1110 je bila stolnica posvečena drugič. Morda je prišlo do več škode, ki jo je bilo treba odstraniti in zato naj bi bila z obnovo potrebna ponovna posvetitev. Samo osnovni tloris in spodnji del zahodnih stolpov pripadajo prvotni stavbi, posvečeni leta 1110.

### Gradnja po škofom Burchardom II. von Worms
Nova stavba iz 12. stoletja precej ustreza današnji stolnici. Gradnja se ni mogla začeti, dokler leta 1125 ni bil končan Investiturni boj cesarja s škofi, zvestimi papežu in jim je bilo leta 1124 dovoljeno ponovno vstopiti v mesto. Okoli 1130 je začel škof Burchard II. - domnevno zaradi hude strukturne škode - postopoma podirati, pod njegovim predhodnikom Burchardom, zgrajeno stolnico in jo nadomesti z novo stavbo. Delo je potekalo do približno leta 1144, s celotnim Ostwerk, s stolpi in kupolo, kot jo poznamo danes. Ladja in zahodno krilo je bilo zgrajeno med 1160 - 1181 v času njegovih naslednikov škofov Konrada I. in Konrada II.; slednji jo je posvetil 2. maja 1181.
Stolnica je bila zgrajena v poznem romanskem slogu, bila je popolnoma obokana in bogato okrašena pod burgundskim vplivom. Številne stavbe na območju so jo potem posnemale, tako da so govorili o "Wormški gradbeni šoli". Razen višine ji je podobna stolnica v Speyerju in Mainzu. Čedalje nove stavbe je, da sledite s pomočjo letnih obročev vzorcev 1172 sijalke so podarili zahodni zbor in je bil pokopan v 1192 škof Konrad II
Leta 1172 so dodali svetlobnik v zahodnem koru in leta 1192 v njej pokopali škofa Konrada II.

### Razširitve pod Johannesom von Dalbergom
Približno sto let po tretji posvetitvi se je začela gradnja kapele sv. Nikolaja. Novi južni portal je bil zgrajen na vzhodu, v prvi četrtini 14. stoletja pa dve kapeli, Sv. Ane in sv. Jurija. Ko se je leta 1429 zrušil del severozahodnega stolpa (bil je v neogotskem slogu), je bil strogo rekonstruiran do leta 1472. Zgoden primerek zgodovinskega restavriranja (danes Marijina kapela), je pritrjen na vzhodnem delu severne ladje Ägidienkapelle (1480-1485).
Proti koncu stoletja je bil prvotni romanski križni hodnik pod škofom Johannesom von Dalbergom (zahodno od kapele svetega Nikolaja) obnovljen, iz katerega še danes nahaja v severna ladja stolnice z monumentalnimi petimi poznogotskimi reliefi iz Kristusovega življenja: Jese (1488), Oznanjenje (1487 ), Rojstvo (1515), Pokopavanje (1490) in Vstajenje (1490). Prvotno obstoječi šesti relief, ki je prikazoval Križanje je bil verjetno žrtev pustošenja leta 1689..

### Trisetletna vojna
V času tridesetletne vojne, so švedski vojaki med letoma 1632-1635 zasedali mesto in v stolnici so potekali protestantski verski obredi.

### Devetletna vojna
V devetletni vojni so čete, na ukaz francoskega kralja Ludvika XIV., opustošile Heidelberg, Mannheim, Speyer in Worms. Cerkve so ropali, poskusili so razstreliti kupole a so bili neuspešni, so pa jih zažgali. Škof Franz Ludwig von Pfalz-Neuburg je dovolil stolnico leta 1698 obnoviti. Rezultat so bili dodani nekateri baročni elementi kot okna v Silberkammer ali glavni oltar, ki ga izdelal Balthasar Neumann.

### Francoska revolucija
Obnovljeno stolnico so uničile čete francoske revolucije. Konec leta 1792 so Speyer, Worms, Mainz in Frankfurt osvojile revolucionarne sile. Stolnica je služila kot hlev in skladišče. Med letoma 1818 in 1830 je bil samostan podrt, material pa na dražbi.

### Obnove 1886 do 1935
Šele leta 1886 se je začela temeljita obnova stolnice Worms. Zahodni kor, ki je bil zgrajen na podlagi statičnih napak in utrpel precejšnjo škodo v požaru 1689, ni imel notranjih sten. Velik poudarek je bil namenjen ponovni uporabi originalnih kamnov. V zunanji stenski lupini je bilo to mogoče, saj so bili stari kamni ohranjeni, razen manjšega dela. Na notranji strani pa je bilo treba velike površine kamnov zamenjati in zvesto rekonstruirati. Osrednja rozeta ni bila obnovljena, ker je so imeli statične težave. Danes so služniki, ki so pravokotni na rob rozete jasno obrezani. Obsežna prenova, ki je vključevala gradnjo nove kapele svetega Nikolaja, je sanacija celotnega nadstropja in vzpostavitev popolnoma nove kripte za družino Salier pod visokim korom, končana šele leta 1935.
V okviru obnovitvenih del je leta 1920, tedanjega stolničnega arhitekta Philippa Branda napadel njegov jazbečar (pes) in ga skušal ugrizniti v nogo. Odskočil je na stran in tako zlomil kamen, ki je bil pokvarjen že prej. Če pogledamo na južnem vhodu v zgornji levi kot, je videti na konici okna v levem kotu figuro jazbečarja.

### 2. svetovna vojna, 1945
V bombnem napadu 21. februarja in 18. marca 1945 je bila stolnica hudo poškodovana, notranjost pa ni bila prizadeta, saj je obok ostal nedotaknjen kljub temu, da je streha pogorela.
Takrat je izginilo priznanje ustanovitve samostana iz leta 1484, ki je bilo najdeno med čiščenjem lapidarija koncem februarja 2014. 

## Arhitektura
Wormška stolnica je stebrna bazilika z dvema koroma v vezanem sistemu s prečno ladjo. Osrednji stolp se nahaja na križišču, drugi nad zahodnim korom. Oba korna sistema obdajata dve stopnišči. Ladja je obokana. V glavni ladji je križno rebrasti obok, nad stranskimi banjasti obok. Apsida v zahodnem koru ima obliko osmerokotnika in je opremljena z različnimi okenskimi rozetami.

### Okna
Zasteklitev stolnice je danes precej raznolika. Poleg preprostih, prozornih ali zamegljenih stekel v prečnih ladjah, so prefinjene sodobne slike (vitraj) v oknih predvsem v kapelah, delo Heinza Hindorfa v Marijini kapeli, ki kaže življenje Marije in 14 pomočnikov. Zgodovinska okna so v kapeli svetega Jurija. V 20 prizorih je tu zgodovina wormške škofije, od prvega škofa Victorja iz leta 345 do uničenja mesta med drugo svetovno vojno. Nenavadno politično izjavo kaže podoba o jedrski elektrarni Biblis, kot "Babilonski stolp" v vrsti primerov človeške grešnosti. 
Od srednjeveških vitrajev zaradi eksplozije v Oppauu 21. septembra 1921, ni ohranjen nobeden. 

### Sarkofagi v kripti
Štirje Salierijevi sarkofagi so bili že v svetišču frankovske stolnice in so bile nadgrajene; pet jih je sledilo leta 1046. To so predniki in sorodniki cesarja Konrada II.:
1. Konrad Rdeči, vojvoda Lotrinški (praded) † 955,
2. Judith von Kärnten, Koroška vojvodinja (babica) † 991,
3. Heinrich Salier, grof v Wormsgau (oče) † 990/991,
4. Judith (sestra) † 998,
5. Konrad I., Koroški vojvoda (stric) † 1011
6. žena Matilda † 1031/32,
7. Matilda (hči) † 1034 (1046 prenesena v Worms),
8. Konrad II., Koroški vojvoda (bratranec, sin Konrada I.) † 1039,
9. Škof Azecho, naslednik škofa Burcharda, † 1044.

V sarkofagi so v posebej za to oblikovani kripti iz začetka 20. stoletja.
Ker je nivo nadstropja prečne ladje in vzhodnega kora približno šest metrov od tal, štrli ven, kar namiguje, da je bila tam prisotna kripta.

#### Epitafi
V stolnici so različni nagrobni spomeniki, nagrobni napisi in nagrobne plošče.

### Nikolajeva kapela
Namesto predromanske kapele iz leta 1058, ki je bila precej manjša, je bila med letoma 1280 in 1315 zgrajena dvoladijska gotska kapela sv. Nikolaja, zahodno od glavnega portala na južni stranski ladji. Obstajajo dokazi o Nikolajevi relikviji, ki jo je domnevno darovala cesarica Theophana iz Bizanca ob poroki cesarja Otona II. leta 972. V tem času je bil kot škof Nikolaj še v kraju Myra pokopan, ko je z bogoslužjem širil vero na zahodu. To bi lahko pojasnilo nenavadno velikost kapele in njene kakovosti. Kapela je bila prvotno neposredno na zahodu križnega hodnika, na dolžini polovice tega. Ker so bili ostanki križnega hodnika dokončno porušeni leta 1830, je postala statika kapele problematična, v letih 1920-1927 je bila v celoti odstranjena, na novo temeljena in obnovljena.
Oprema kapele je danes sestavljena iz delov, ki niso bili prvotno namenjeni za ta prostor. Gotski izrezljan oltar prihaja iz južne Nemčije in je bil kupljen pred nekaj desetletji. Poznogotski krstilnik se je prvotno nahajal v 19. stoletju porušeni cerkvi Sv. Janeza, skoraj v naravni velikosti Tri mlade ženske v kamnu, so iz bližnjega gorskega samostana. Intenzivno modro-rdeča kombinirana moderna zasteklitev daje prostoru kapele skoraj mistično vzdušje.
V zelo povišano streho kapele krasi arhitekturni okras in odlitki so tudi v kleti kjer je centralno ogrevanje stolnice.
Izvirne Nikolajeve relikvije so izgubljene v devetletni vojni. Ob koncu 20. stoletja, bi lahko  naročili novo relikvijo. Kapela zdaj služi kot krstilnica stolnice in zlasti za tedenske obrede.

### Glavni oltar
Volilni knez v Mainzu in škof v Wormsu Franz Ludwig von Pfalz-Neuburg je zapustil dovolj denarja, da je po svoji volji dal zgraditi nov veliki oltar. Njegov naslednik, knezoškof Franz Georg von Schönborn je prosil svojega brata Friderika, škofa v Würzburgu, da mu zagotovi arhitekta Johanna Balthasarja Neumanna. Ta je ustvaril nov velik oltar iz pozlačenega lesa in različnih barv marmorja.

### Razširitve
V letu 1300,je bil narejen, pod vplivom stolnice v Strasbourgu gotski južni portal z bogatim ciklom figur in poznejšo Nikolajevo kapelo. Pod škofom Johann von Dalbergom (1482-1503) je bil, v poznem gotskem slogu, obnovljen in okrašen z reliefi peščenjaka, križni hodnik.

### Uničenje in obnova
V devetletni vojni je bila cerkev v notranjosti popolnoma uničena. V naslednjih desetletjih je bila narejena nova baročna notranjost z baročnimi oltarji in kornimi klopmi. Najočitnejši je bil oltar Balthasarja Neumanna. Stranska oltarja štukaterja Johanna Petra Jägerja sta bila narejena med 1749 in 1751. V letih 1755-1759 je korne klopi izdelal Franz Anton Hermann v slogu rokokoja.

## Orgle

### Glavne orgle (Klais 1985)
Družba Klais je zgradila leta 1985 orgle na treh nivojih in 34 registri, ki so bile v letu 2007 nekoliko reprogramirane. Instrument ima mehanski igralni del, registri so električni.

### Orgle v koru (Oberlinger 1996)
V stolnici so tudi korne orgle, zgrajene leta 1996. Posebna značilnost je oblikovanje, saj so izjemno kompaktne, poleg tega jih lahko približno 50 cm odmaknejo od stene s posebnim mehanizmom, ki ga je razvila firma Oberlinger. Ta kompaktna zasnova je potrebna in zaželena, da orgle obiskovalcem ne omejujejo pogleda iz ladje do dragocenega oltarja. 

## Zvonovi
V jugovzhodnem stolpu so trije zvonovi iz tako imenovanega "Briloner brona" (brez kositra baker-silicijeve zlitine).  Relativno majhni zvonovi so peti po vrsti. Zadnji štirje so iz leta 1831 v Schlagtonfolge h0-dis1-fis1-gis1 so bili uničeni v drugi svetovni vojni. 
| Št.. | Ime               | uliti | livar                 | teža (kg) | Nominal (16tel) |
| 1    | Petrus und Paulus | 1949  | Albert Junker, Brilon | 2218      | c1 −4           |
| 2    | Maria             | 1949  | Albert Junker, Brilon | 1114      | e1 −2           |
| 3    | Bruder Konrad     | 1949  | Albert Junker, Brilon | 653       | g1 −1           |